# Zminjak
Zminjak (cyr. Змињак) – wieś w Serbii, w okręgu maczwańskim, w mieście Šabac. W 2011 roku liczyła 1266 mieszkańców.